# Geografia Turks i Caicos

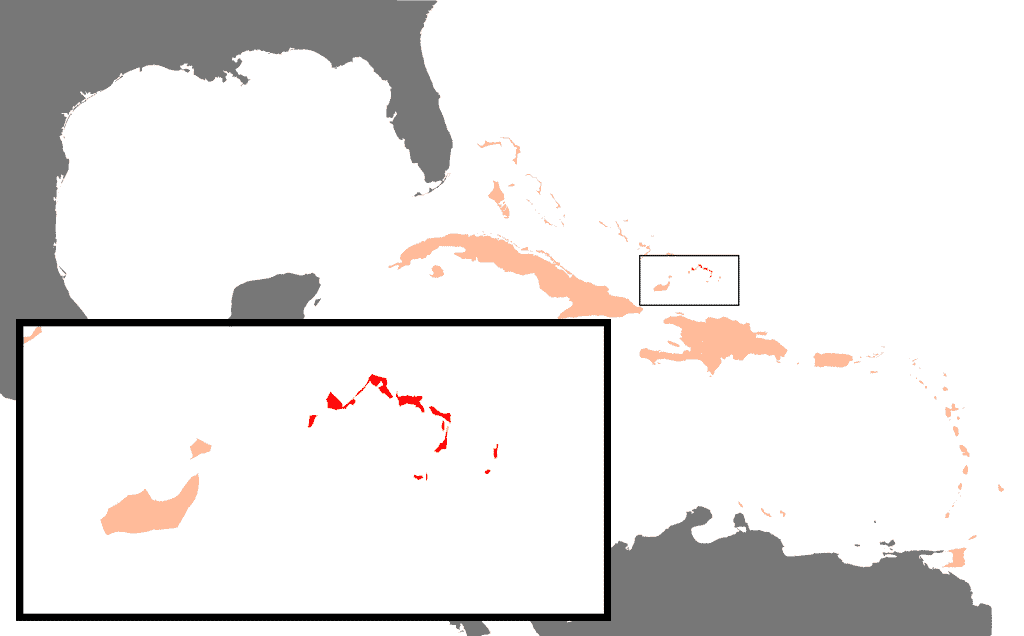
Położenie wysp

Turks i Caicos jest zamorskim terytorium Wielkiej Brytanii, leżącym w Ameryce Środkowej, na Oceanie Atlantyckim. Wyspy rozciągają się na północ od Haiti, w południowo-wschodniej części archipelagu Bahamów. Archipelag cechuje się nizinnym krajobrazem, gdzie panuje tropikalny, wilgotny klimat.

## Powierzchnia, skrajne punkty i granice
Powierzchnia – 430 km²

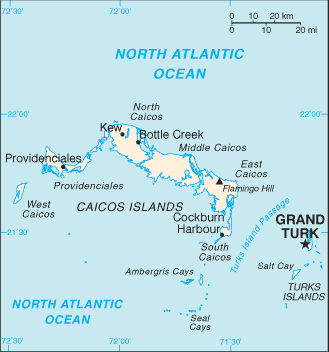
Mapa Turks i Caicos

Skrajne punkty: północny 21°50'N, południowy 20°56'N, zachodni 72°31'W, wschodni 70°42'W. Wyspy rozciągają się na długości 150 km z zachodu na wschód.
Archipelag poprzez wody terytorialne Oceanu Atlantyckiego graniczą od zachodu z Bahamami.
Linia brzegowa – 389 km

## Ukształtowanie poziome
Archipelag Turks i Caicos składa się z dwóch grup wysp: Turks na wschodzie i Caicos na zachodzie. Terytorium to obejmuje około 40 koralowych wysp, wśród których 8 jest zamieszkanych. Największymi wyspami są: Middle Caicos (144km²), Providenciales (122km²), North Caicos (116km²), East Caicos (bezludna – 91km²), West Caicos (bezludna – 28km²), South Caicos (21km²), Grand Turk Island (17km²), Salt Cay (7km²), Parrot Cay (6km²), Big Ambergis Cay (4km²), Little Ambergis Cay (bezludna – 4km²), Pine Cay (3km²). Większość wysp posiada dobrze rozwiniętą linię brzegową, dotyczy to zwłaszcza wysp Caicos, gdzie liczne są głęboko wcięte, wąskie zatoki. Grupa mniejszych wysp Turks ma słabiej rozwiniętą linię brzegową. Wybrzeże jest niskie, plażowe i rafowe, a miejscami także namorzynowe. Wyspy otaczają rafy koralowe. 

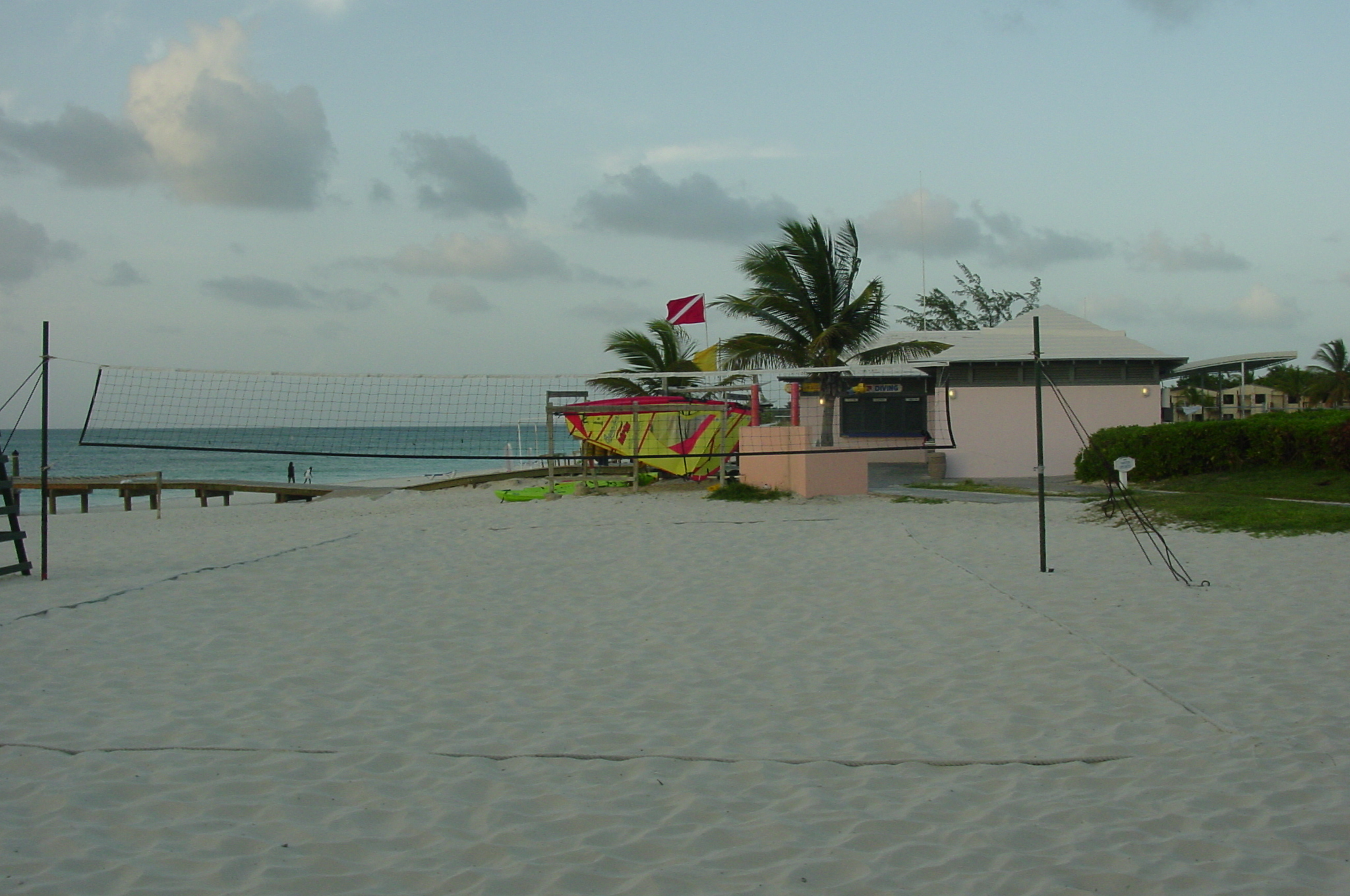
Plaża na Turks i Caicos

## Budowa geologiczna i rzeźba
Turks i Caicos leżą poza pasem wulkanicznego łuku Antyli, na obszarze płyty północnoamerykańskiej. Wyspy są pochodzenia rafowego i wynurzyły się na powierzchnię w okresie czwartorzędu. Wyspy budują wyłącznie czwartorzędowe osady wapienne, do których należą wapienie organodetrytyczne, rafowe i oolitowe. Wyspy stanowią przedłużenie kontynentu Ameryki Północnej i leżą na platformie florydzko-bahamskiej.
Archipelag wysp jest wybitnie nizinny, niemal pozbawiony wyraźnych wzniesień. Najwyższy punkt, Blue Hills w zachodniej części  Providenciales to jedynie 49 m n.p.m. Przeciętna wysokość wysp to kilka metrów nad poziomem morza. Na wyspach charakterystyczne są zjawiska krasowe. 

## Klimat
Wyspy leżą w strefie klimatu równikowego, który kształtowany jest przez północno-wschodnie pasaty, w niewielkim stopniu przez Wyż Azorski. Wpływ na pogodę mają także ciepłe prądy morskie i poziom nasłonecznienia. 
Temperatury są wysokie, typowe dla klimatu równikowego. Średnia roczna wynosi około 26 °C, a różnice w skali roku są niewielkie. W okresie zimowym średnie wartości termiczne wynoszą 22-24 °C, latem 26-28 °C. Amplitudy dobowe także są niewielkie i na archipelagu nie występują ekstrema termiczne.
Opady są wysokie, a ich średnia roczna wynosi 1 500 mm. Nie ma wyraźnej pory suchej, choć w okresie zimowym opady są niewielkie - w styczniu i w lutym wynoszą nieco powyżej 50 mm na miesiąc. Największe opady notuje się latem, szczególnie w sierpniu i wrześniu, kiedy średnio na miesiąc spada ponad 150 mm deszczu. Przez większą część roku panuje wysoka wilgotność powietrza, a w okresie letnio-jesiennym Turks i Caicos nawiedzają huragany.

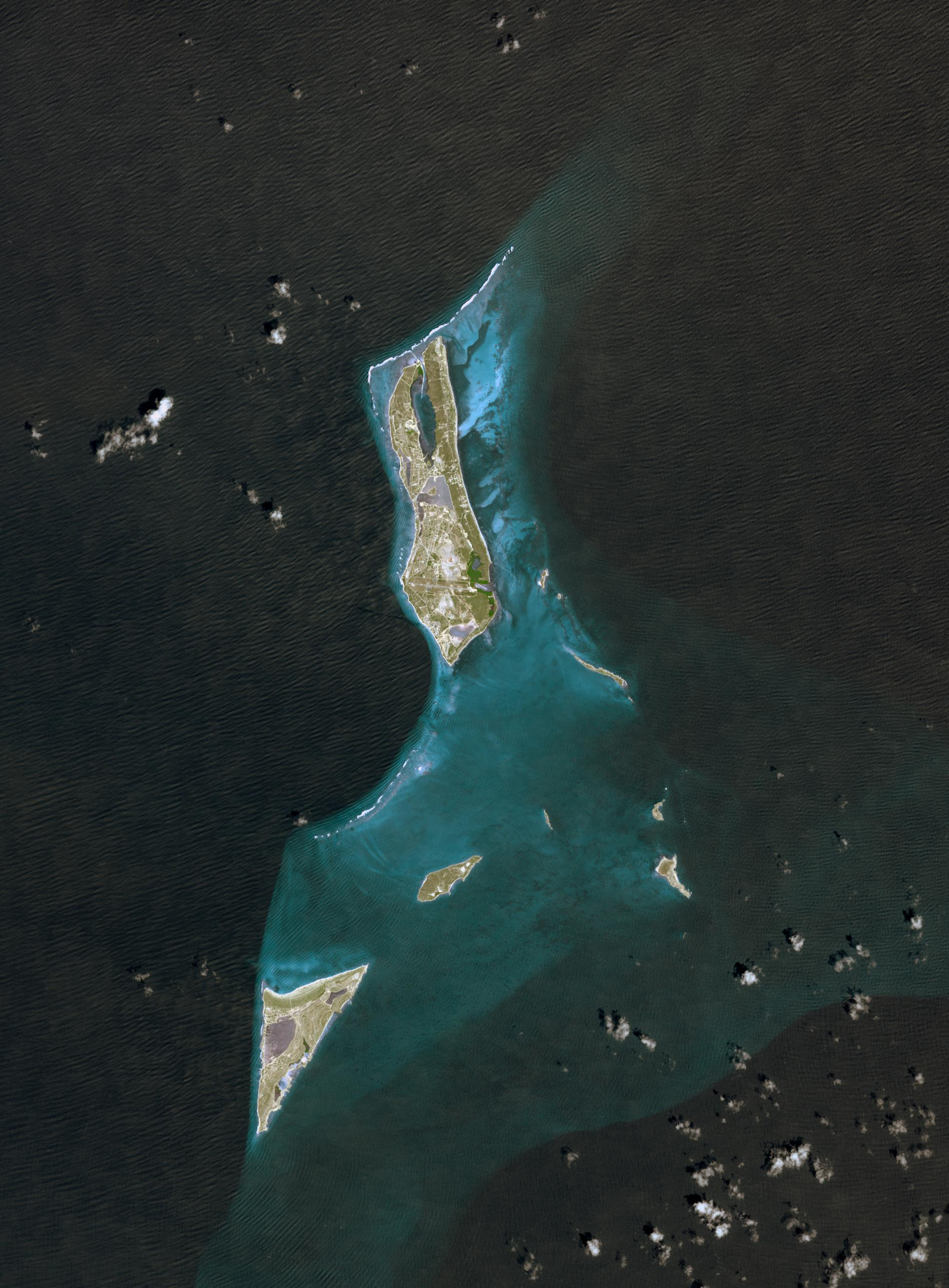
Grupa wysp Turks widziana z dużej wysokości

## Wody
Wody powierzchniowe są bardzo ubogie, praktycznie nie istnieje sieć rzeczna. Przyczyną są warunki geologiczne wysp. W wielu miejscach wody powierzchniowe są zasolone, przez co istnieje wysoki deficyt wody słodkiej. Na Turks i Caicos leżą niewielkie obszary bagienne.

## Gleby
Powszechną pokrywą glebową są warstwy gleb czerwonych i brunatnych powstających w wyniku wietrzenia wapiennego podłoża. Gleby są charakterystyczne dla obszarów sawannowych.

## Flora i fauna
Mimo wysokich opadów deszczu, na wyspach charakterystyczną roślinnością są suchorośla typu sawannowego. Na wybrzeżach spotykane są zarośla namorzynowe, a powszechnym gatunkiem drzew są palmy. Na wyspach rosną niewielkie połacie lasów podzwrotnikowych. W wodach otaczających wyspy rosną rafy koralowe. 
Świat zwierząt pozbawiony jest niemal ssaków lądowych. Powszechne są zwierzęta żyjące w wodzie lub prowadzące wodno-lądowy tryb życia. Należą do nich liczne gatunki ptaków morskich, skorupiaki (m.in. kolczaste homary), wiele gatunków ryb w tym rekiny. Do ciekawych gatunków ptaków, zaliczyć należy żyjące na North Caicos flamingi. Do gadów należą przede wszystkim żółwie morskie, które są zagrożone wyginięciem.